# Lipiny Dolne-Kolonia
Lipiny Dolne-Kolonia (prononciation : [liˈpinɨ ˈdɔlnɛ kɔˈlɔɲa]) est une localité polonaise de la gmina de Potok Górny dans le powiat de Biłgoraj de la voïvodie de Lublin dans l'est de la Pologne.

## Histoire
De 1975 à 1998, le territoire de la localité est attaché administrativement à la voïvodie de Zamość.

Depuis 1999, elle fait partie de la voïvodie de Lublin.